# رضا یزدان‌دوست
رضا یزدان‌دوست (زادهٔ ۱۶ آبان ۱۳۷۰ کازرون) بازیکن فوتبال اهل ایران است که در پست مدافع برای باشگاه فوتبال صنعت نفت آبادان در لیگ آزادگان بازی می‌کند.

## تیم‌های باشگاهی
تراکتورسازی تبریز
رضا یزداندوست فوتبال خود را از جوانان باشگاه فوتبال تراکتورسازی تبریز آغار کرد.
صنعت نفت آبادان
و در سال ۲۰۱۵ اولین تجربه خود را با باشگاه فوتبال نفت آبادان آغاز کرد.
نفت مسجدسلیمان
بعد از یک فصل به تیم باشگاه فوتبال نفت مسجدسلیمان پیوست و ۳۰ بازی و یک گل به ثبت رساند بعد از یک فصل حضور موفق دوباره به تیم صنعت نفت آبادان برگشت.
مس رفسنجان
در فصل بعد با باشگاه فوتبال مس رفسنجان به توافق رسید و یک فصل هم در این تیم بازی کرد
استقلال خوزستان
و در سال ۲۰۱۹ به باشگاه فوتبال استقلال خوزستان پیوست ۵ بازی و ۱ گل به ثبت رساند.
شهر خودرو
در ادامه ماجرا جوی‌های خود با قراردادی یکساله به تیم باشگاه فوتبال شهر خودرو مشهد پیوست ودر ۲۲ بازی ۱ گل برای این تیم به ثمر رساند.
صنعت نفت آبادان
او یکباردیگر به باشگاه فوتبال صنعت نفت آبادان پیوست و ۲۲ بازی به ثبت رساند.
تراکتور سازی تبریز
و بعد از یک فصل موفق به باشگاه فوتبال تراکتورسازی تبریز پیوست.
نفت مسجدسلیمان
در فصل ۲۰۲۳ به مدت نیم فصل به تیم فوتبال نفت مسجدسلیمان پیوست و ۸ باز انجام داد.
متالورگ بیک آباد
و در فصل جدید تصمیم گرفت لژیونر شود و به سوپر لیگ فوتبال ازبکستان و باشگاه فوتبال متالورگ بیک آباد ازبکستان پیوست.